# Skagen (Schiff, 1975)
Die Skagen war ein 1975 gebautes Fährschiff.

## Geschichte

### Borgen(1975–1991)
Das Schiff wurde am 7. Mai 1973 bei der Aalborg Værft in Aalborg bestellt. Der Stapellauf des Schiffes erfolgte am 17. Dezember 1974. Am 23. Juni 1975 wurde das Schiff an die Fred. Olsen Line übergeben und am 25. Juni in Kristiansand von Wencke Myhre getauft. Das Schiff kam unter norwegischer Flagge mit Heimathafen Kristiansand in Fahrt.
Ab dem 26. Juni verkehrte das Schiff zwischen Hirtshals und Kristiansand. Von Oktober 1975 bis Mai 1976 wurde es zwischen Kristiansand, Stavanger und Newcastle upon Tyne eingesetzt.
Anfang 1982 wurde das Schiff auf der Aalborg Værft verlängert und ab dem 25. April wieder zwischen Hirtshals und Kristiansand eingesetzt. Im März 1990 vertrat das Schiff die Bolero auf der Route von Hirtshals über Stavanger nach Bergen. 

### Skagen(1991–2005)
Am 15. Dezember 1990 ging das Schiff an die Color Line, Heimathafen wurde Oslo. Im Januar 1991 wurde sie in Skagen umbenannt. 
Anfang 1992 wurde das Schiff bei den Cityverken in Göteborg erneut umgebaut. In den 1990er Jahren bediente es von Hirtshals aus die norwegische Häfen Moss, Kristiansand und Larvik.
Im Januar 2001 wurde das Schiff in Frederikshavn in eine reine Frachtfähre umgebaut und anschließend zunächst zwischen Larvik und Frederikshavn und später wieder zwischen Hirtshals und Kristiansand eingesetzt. Im März 2004 wurde es in Sandefjord aufgelegt. Vom 18. Juni bis 18. August wurde es noch einmal zwischen Kristianssand und Hirtshals eingesetzt und danach erneut in Sandefjord aufgelegt. 

### Fedra(2005)
Im April 2005 wurde das Schiff schließlich an die zur ägyptischen El Salam Shipping gehörenden Bouda Marine Company verkauft und im Mai an den neuen Eigentümer übergeben. Das Schiff wurde in Fedra umbenannt. Sie fuhr unter der Flagge Panamas Am 19. Mai 2005 verließ das Schiff Sandefjord. 

### Shehrazade(2005–2011)
Am 31. Oktober 2005 wurde das Schiff an die Arab Bridge Maritime Company verkauft und in Shehrazade umbenannt. Heimathafen wurde Aqaba in Jordanien. 

### Shehrazad(2011)
Im August 2011 wurde es schließlich an indische Abbrecher verkauft und unter der Flagge von Tuvalu mit dem neuen Namen Shehrazad nach Indien überführt. Im September 2011 erreichte das Schiff Alang zum Abbruch.